# Кери син териер
Кери син териер (на английски: Kerry Blue Terrier) е порода домашни кучета, произхождаща от графство Кери, Ирландия, където се отглежда от над 150 г. Тези кучета са силни и хармонично развити, с добра мускулатура, и в миналото са били използвани за пазачи на стада, охрана и лов.

## Особености
Кери Блу кученцата се раждат черни (изцяло или с бяло петно – ивица най-често в гръдната област), като цветът на козината се променя към синьо (различни нюанси на сиво-синьо и сребърно-сиво) между 9-ия и 24-тия месец. Смята се, че колкото по-рано започне промяната, толкова по-светла става козината като цяло. Козината е гъста и мека, впечатление прави подстриганата по особен начин глава с почти квадратна форма. Породата днес се отглежда като домашна, но не е загубила ловните си инстинкти. Това са темпераментни, смели кучета, предани на стопаните си, дружелюбни, склонни към игривост, обичат децата.